# Janusz Wegner
Janusz Wegner (ur. 7 sierpnia 1960 w Sępólnie Krajeńskim, zm. 3 listopada 2007 w Bydgoszczy) – polski kajakarz, medalista zawodów Przyjaźń-84, wielokrotny mistrz Polski.

## Kariera sportowa
Był zawodnikiem Zawiszy Bydgoszcz.
Jego największym sukcesem na arenie międzynarodowej były dwa srebrne medale na zawodach Przyjaźń-84 - w konkurencji  K-2 500 m (z Witoldem Terechowiczem) i K-4 1000 m (jego partnerami byli Daniel Wełna, Kazimierz Krzyżański i Grzegorz Krawców). Na mistrzostwach świata zajmował miejsca: 1982 – 4 m. (K-4 500 m), 6 m. (K-4 1000), 1985 – 6 m. (K-2 500 m), 6 m. (K-4 1000 m), 1986 – 4 m. (K-2 500 m).
Znalazł się jkao rezerwowy w składzie reprezentacji Polski na Igrzyska Olimpijskie w Los Angeles w 1984, jednak nie wystąpił tam z powodu bojkotu zawodów przez władze polskie.
Trzynaściokrotnie zdobył tytuł mistrza Polski:
- K-2 500 m: 1982 (z Kazimierzem Krzyżańskim), 1984 (z Krzysztofem Pannelierem), 1985 (z Włodzimierzem Hrynkiewiczem)
- K-4 500 m: 1981, 1982, 1983, 1984, 1988
- K-1 1000 m: 1981
- K-4 1000 m: 1982, 1983, 1984
- K-4 10000 m: 1983